# Eugen Tomac
Eugen Tomac, né le 27 juin 1981 à Babele (ro) (Ukraine), est un homme politique roumain. Il est président du Parti Mouvement populaire (PMP) et député européen.

## Biographie
Eugen Tomac est élu député (Parti démocrate-libéral, PDL) en 2012.
En 2013, il devient président du Parti Mouvement populaire (PMP), lancé en soutien au chef de l'État, Traian Băsescu. Il reprend la présidence du parti pendant quelques mois en 2015, après les déboires judiciaires d'Elena Udrea. Il est réélu en 2018, après que Băsescu a décidé de quitter cette fonction. Il reprend la présidence du parti en 2022.
Il est élu député européen lors des élections européennes de 2019 ; il siège alors au sein du groupe du Parti populaire européen (PPE). Réélu en 2024, il devient membre de Renew Europe (RE).